# Gele knotszwam
De gele knotszwam (Clavulinopsis helvola) is een schimmel in de familie Clavariaceae. Hij leeft vermoedelijk saprotroof op de grond tussen gras en mos in open bosranden, grazige bermen van wegen en dijken, wei- en hooilanden, (Hygrocybe)graslanden op zand, lemig zand of iets kleiïge bodem, niet op zware klei. Vruchtlichamen komen voor van september tot november.

## Kenmerken

### Uiterlijke kenmerken
Hij produceert kleine vruchtlichamen met een gele of oranjegele kleur. De vorm lijkt op een onvertakte, dunne, worm- of cylindervormige knots, meestal met een stompe top, maar soms puntig en aan het eind afgeplat. Hij wordt 1,5-6 (7) cm hoog en 1-4 (5) mm breed. Het oppervlak heeft geen kleurreactie met KOH.

### Microscopische kenmerken
De sporen zijn klein, bolrond en bedekt met grove stekels en meten 4-7 × 3,5-6 µm. Met de grove stekels onderscheidt het zich van andere geelkleurige knotszwammen. De basidia zijn 1,2 of 4-sporig en meten 28-55 × 5,5-8 µm. De hyfen zijn ongeregelmatig gesepteerd en meten 3-10 µm.

## Verspreiding
In Nederland komt hij algemeen voor. Hij staat op de rode lijst in de categorie 'Gevoelig'.

## Foto's

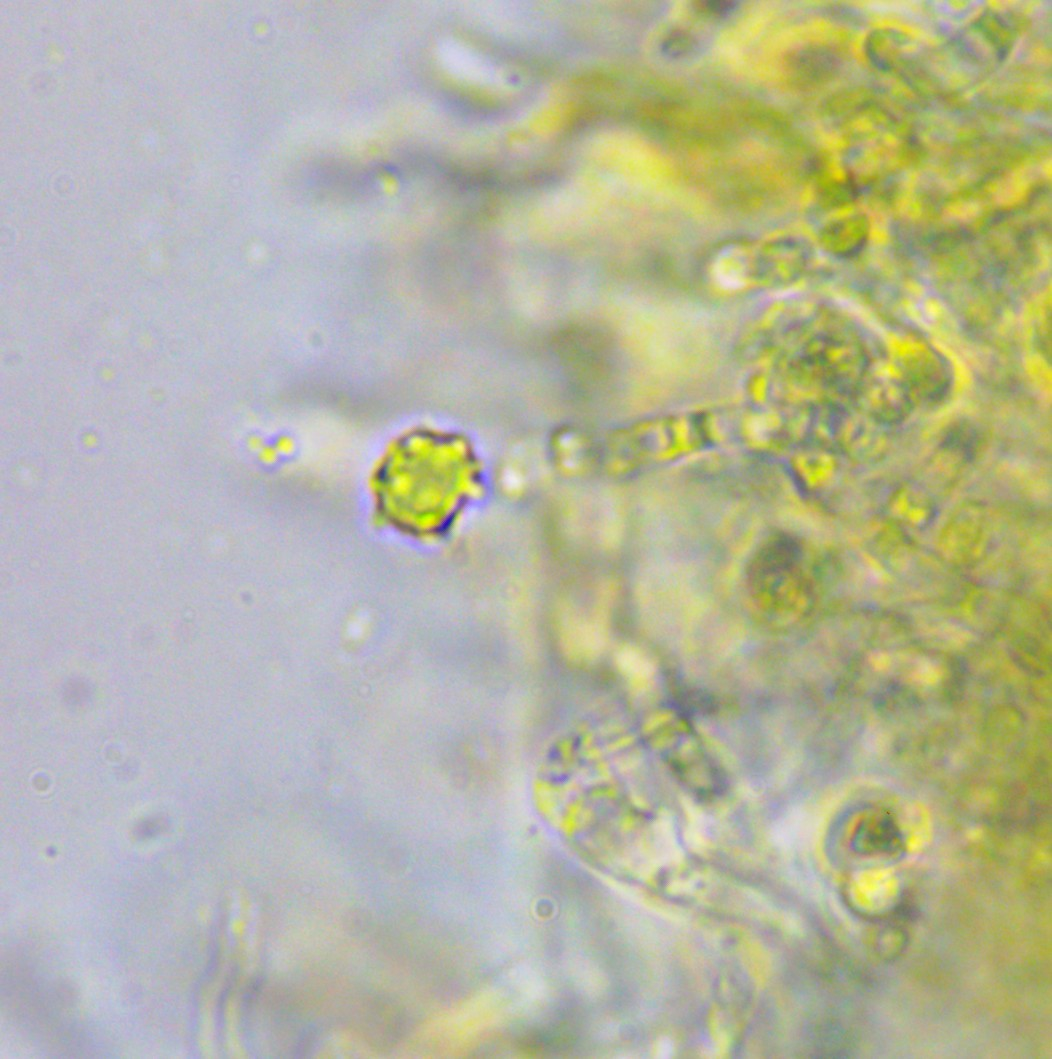
Sporen
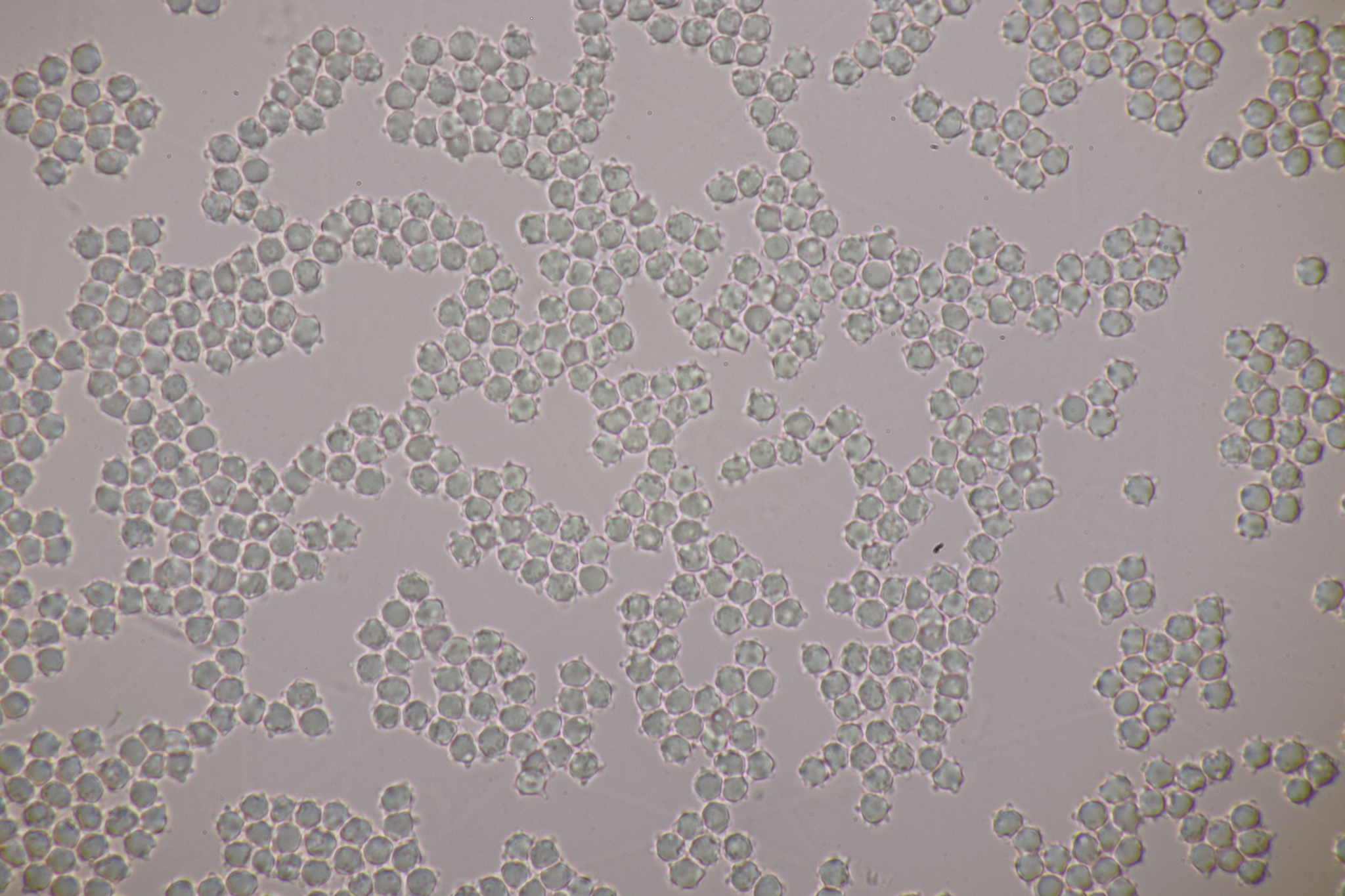
Sporen